# Luís Abílio de Sousa Neto
Luís Abílio de Sousa Neto (Maceió, 1 de março de 1946 – Maceió, 14 de abril de 2010) foi um político brasileiro, ex-governador do Estado de Alagoas.

## Biografia
Formado em Engenharia Civil, foi professor da Universidade Federal de Alagoas e engenheiro da Secretaria de Estado da Educação. Foi presidente do Conselho Regional de Engenharia, Arquitetura e Agronomia de Alagoas (CREA-AL) entre 1988 e 1993 e vice-presidente do CONFEA (Conselho Federal de Engenharia, Arquitetura e Agronomia) entre 1998 e 1999. Chegou a ser vice-Presidente do Clube de Engenharia de Alagoas, atuando fortemente nas entidades de representação profissional.
Também exerceu os cargos de diretor da Mútua - Caixa de Assistência dos Profissionais dos CREAs, diretor da Superintendência Municipal de Transportes e Trânsito (SMTT), Secretário Municipal do Gabinete Civil e Secretário de Estado do Planejamento.
- Em 2002, se afastou da SEPLAN (Secretaria de Planejamento) para se candidatar a vice-governador na chapa de Ronaldo Lessa, que se reelegeu, ganhando o cargo do ex-presidente da república Fernando Collor de Mello. Exerceu o cargo de 2003 até 2006[2], quando tomou posse como governador após a renúncia de Lessa, que se candidatou ao Senado Federal, desta vez sendo vencido por Fernando Collor.

Luís Abílio faleceu no dia 14 de Abril de 2010, às 4h30 da madrugada, no Hospital Memorial Arthur Ramos. Sua morte foi causada por uma embolia pulmonar, em decorrência de um tratamento contra uma diverticulite.